# Kanton Annecy-2
Der Kanton Annecy-2 ist ein französischer Wahlkreis für die Wahl des Départementrats im Département Haute-Savoie in der Region Auvergne-Rhône-Alpes. Er umfasst einen Teilbereich der Stadt Annecy und eine weitere Gemeinde im Arrondissement Annecy. Durch die landesweite Neuordnung der französischen Kantone wurde er 2015 neu geschaffen mit dem Bureau centralisateur in Annecy.

## Gemeinden
Der Kanton besteht aus zwei Gemeinden und Gemeindeteilen mit insgesamt 40.215 Einwohnern (Stand: 2022) auf einer Gesamtfläche von 26,55 km²:
| Gemeinde        | Einwohner 1. Januar 2022 | Fläche km² | Dichte Einw./km² | Code INSEE | Postleitzahl                      |
| --------------- | ------------------------ | ---------- | ---------------- | ---------- | --------------------------------- |
| Annecy          | 35.891                   | 13,90      | 2.582            | 74010      | 74000, 74370, 74600, 74940, 74960 |
| Sevrier         | 4.324                    | 12,65      | 342              | 74267      | 74320                             |
| Kanton Annecy-2 | 40.215                   | 26,55      | 1.515            | 7402       | –                                 |

1. ↑   Nur der südliche Teil der Gemeinde, der Rest verteilt sich auf die Kantone Annecy-1, Annecy-3 und Annecy-4.

## Veränderungen im Gemeindebestand seit der landesweiten Neuordnung der Kantone
2017: Fusion Annecy, Annecy-le-Vieux (Kanton Annecy-le-Vieux), Cran-Gevrier (Kanton Seynod), Meythet (Kanton Annecy-1), Pringy (Kanton Annecy-le-Vieux) und Seynod (Kanton Seynod) → Annecy

## Politik
| Vertreter im Departementrat | Vertreter im Departementrat       | Vertreter im Departementrat |
| Amtszeit                    | Namen                             | Partei                      |
| --------------------------- | --------------------------------- | --------------------------- |
| 2015–2021                   | Myriam Lhuillier Dominique Puthod | UDI                         |
| 2021–                       | Myriam Lhuillier Dominique Puthod | UDI                         |